# Puerto de Belgrado
El Puerto de Belgrado (en serbio: Лука Београд, Luka Beograd) es un puerto de carga en el río Danubio en Belgrado, la capital del páís europeo de Serbia. Se encuentra ubicado en el centro de Belgrado, cerca del puente de Pančevo. El puerto también maneja la terminal de pasajeros en el cercano río Sava. La Capacidad de transferencia del puerto es de 3.000.000 toneladas por año y 10 000 TEU. También cuenta con 300.000 m² de naves y 650.000 m² de zonas de almacenamiento al aire libre. El puerto ha operado desde 1961. Existe la posibilidad de mover el puerto al otro lado del Danubio, ofreciendo más espacio para el desarrollo de Belgrado. 